# Prime d'activité
La prime d'activité est une prestation sociale française créée par la loi no 2015-994 du 17 août 2015 relative au dialogue social et à l'emploi. Issue de la fusion du revenu de solidarité active activité et de la prime pour l'emploi, elle vise à soutenir l'activité et le pouvoir d'achat des travailleurs modestes en remédiant à certains défauts des deux dispositifs précités. Elle est versée par les caisses d'allocations familiales et les Mutualité sociale agricole (MSA).

## Création et codification
La prime d'activité est créée par la loi no 2015-994 du 17 août 2015 relative au dialogue social et à l'emploi, titre IV, pour une entrée en vigueur le 1er janvier 2016. Elle est codifiée au livre 8 du code de la sécurité sociale, plus précisément aux articles L 841-1 à L 847-1, R 842-1 à R 848-1 et D 843-1 à D 848-5. Le décret simple n° 2015-1710 du 21 décembre 2015 en finalise les dispositions.

## Motifs de la création et objectif
La création de la prime d'activité est l'aboutissement de plusieurs constats relatifs à deux dispositifs précédents de soutien à l'activité et aux revenus modestes qui atteignaient mal leurs objectifs, à savoir le revenu de solidarité active (RSA) activité et la prime pour l'emploi (PPE).
Concernant le RSA activité dont le but était de favoriser la reprise d'une activité professionnelle sans perte totale du revenu de solidarité, un tiers seulement des bénéficiaires potentiels faisaient valoir leurs droits. Les raisons de ce non recours étaient multiples : complexité administrative, crainte de percevoir à tort et de devoir rembourser, peur de la stigmatisation sociale. De plus, sauf cas rares, la prestation n'était pas due avant 25 ans.
La PPE, crédit d'impôt destiné à compléter des revenus modestes, touchait, elle, presque tous les bénéficiaires théoriques (taux de recours de 95 à 97 %) mais était d'un faible montant (moyenne de 33 € mensuels en 2014) versé avec un décalage d'un an par rapport à l'activité.
La prime d'activité cherche à corriger ces inconvénients : elle est dissociée du RSA, les versements sont mensuels, identiques pendant trois mois au cours desquels les changements de situation n'ont pas d'incidence (effet « figé ») d'où réduction du nombre de trop-versés, le montant moyen attendu s'élève à 170 € par mois, elle peut être payée à partir de 18 ans révolus, les démarches pour y prétendre sont simplifiées.
L'objectif est toujours le même, inciter à reprendre ou poursuivre une activité, même peu rémunératrice, et apporter un complément aux revenus les plus bas.
Conformément aux annonces formulées par le Président de la République en 2017, le montant de la prime d'activité devait progresser de 50 % entre 2017 et 2022 afin de procurer un gain de 80 € par mois pour les bénéficiaires percevant des revenus d'activité s'élevant au niveau du SMIC. Le montant forfaitaire de la prime a été revalorisé de 20 € en 2018. Afin d'apporter une réponse au mouvement des Gilets jaunes, Emmanuel Macron annonce le 10 décembre 2018 que le montant total de la prime progressera de 90 € à partir du 1er janvier 2019 pour les bénéficiaires rémunérés au SMIC, augmentation à laquelle s'est ajoutée la hausse automatique du SMIC d'environ 10 € à la même date. 

## Financement
La prime est financée sur le budget général de l'État, mais versée par les Caisses d’allocations familiales. Son coût est de 8,8 milliards d’euros en 2019.

## Conditions
Tous les revenus cités sont définis légalement en pourcentage du Smic, et exprimés en pratique en net mensuel. Le Smic net mensuel est de 1 398,69 € au 30 mai 2024 (1 130 € au 1er janvier 2016 prévus lors du vote de la loi du 17 août 2015 et du décret du 21 décembre 2015).
- Avoir plus de 18 ans
- Être résident en France. Pour les sans-abris, élire domicile auprès d’un centre communal d’action sociale (CCAS) ou d’un organisme agréé.
- Pour les Européens : être ressortissant de l'espace économique européen ou de Suisse, en pratique, les Européens non français doivent fournir un formulaire attestant qu'ils ne touchent pas d'aides sociales dans leur pays d'origine.
- Pour les non-Européens : si étranger hors espace économique européen, être en situation régulière en France depuis au moins cinq ans.
- Condition de ressources pour les salariés : percevoir entre 0,795 et 1,33 smic, soit entre 1 056,60 € et 1 767,65 € nets par mois au 1er août 2022 (entre 898,83 € et 1 500 € au 1er janvier 2016, selon ce qui était prévu lors du vote de la loi fin 2015). Il est possible de percevoir des salaires inférieurs au smic mensuel si on travaille à temps partiel, y compris en formation en alternance.
- Condition de ressources pour les commerçants : percevoir moins de 14 683,33 € par mois de chiffre d'affaires. Le revenu net du commerçant (qui achète, en général, pour revendre au double du prix d'achat) est considéré comme étant 29 % de son chiffre d'affaires[11], soit 4 258,16 € nets mensuels (entre 6 850 € et 1 986,50 € nets mensuels au 1er janvier 2016).
- Condition de ressources pour les artisans et les professions libérales : percevoir moins de 6 050 € par mois de chiffre d'affaires. Le revenu net à l'acte est considéré comme étant 66 % de son chiffre d'affaires, soit 4 598 € nets mensuels pour les artistes et professions libérales[12], et de 50 % de son chiffre d'affaires, soit 3 025 € nets mensuels pour les artisans[11] (entre 0,795 et 2,426 smic, soit entre 898,83 € et 2 742 € nets par mois au 1er janvier 2016)[13].
- Condition de ressources pour les agriculteurs : percevoir moins de 7 150 € par mois de chiffre d'affaires. Le revenu net au poids est considéré comme étant 13 % de son chiffre d'affaires[14], soit 929,5 € nets mensuels pour les agriculteurs (entre 0,795 et 2,426 smic, soit entre 898,83 € et 2 742 € nets par mois au 1er janvier 2016)[13].

- Condition de ressources pour les stagiaires : percevoir entre 0,78 et 1,33 smic soit entre 1 036,67 € et 1 767,65 € nets par mois au 1er août 2022 (entre 893,25 € et 1 500 € prévu au 1er janvier 2016)[15].
- Condition pour les salariés en dessous du minima, c'est-à-dire percevant moins de 0,795 Smic soit moins de 1 053,60 € nets par mois au 1er août 2022 (898,83 € nets par mois au 1er janvier 2016) : prouver qu'elles sont actives sans être ni étudiant, ni apprenti.
- Il est notable que ne pas être à charge d'un parent n'est pas une condition, alors que c'est une condition du RSA.

## Montant
La prime est dégressive. Le montant forfaitaire de la prime d’activité s’élève à 633,21 € par mois. Ce montant peut être majoré en fonction de la composition du foyer et/ou en cas d’isolement. Selon la CAF, l'isolement se caractérise lorsqu'une personne ne vit ni en couple, ni en communauté et qu'elle ne partage pas ses ressources et ses charges avec un conjoint, concubin ou partenaire de Pacs.
Son montant est calculable en quelques minutes sur le simulateur du gouvernement : mes-aides.gouv.fr.
Le montant est calculable sur le site officiel : https://wwwd.caf.fr/wps/portal/caffr/simulateurpa/

### 2017
Pour les célibataires sans enfant qui gagnent en 2017 :
- 0,25 Smic (282 € nets par mois) : 185 € par mois
- 1 Smic (1 150 € nets par mois) : 132 € par mois
- 1,3 Smic (1 470 € nets par mois) : 150 € par mois

### 2018
Pour les célibataires sans enfant qui gagnent en 2018 :
- 0,25 Smic : 177 € par mois
- 0,5 Smic : 306 € par mois
- 0,75 Smic : 252 € par mois
- 1 Smic : 155 € par mois
- 1,25 Smic : 46 € par mois

### 2019
Le montant maximal est augmenté de 60 € par mois, les variations selon le revenu sont les mêmes.
- 0,5 Smic : 366 € par mois

### 2025
Pour les célibataires sans enfant qui gagnent en 2025 et qui font leur demande après le 1er avril 2025 .
- 0,5 Smic : 379 € par mois
- 1 Smic : 255 € par mois
- 1,3 Smic : 92 € par mois

## Taux de recours
Fin 2016, le taux de recours de la prime d’activité est de 73% en effectif, 76% en valeur monétaire 